# Radar
Radar (również stacja radiolokacyjna,  radiolokator; ang. Radio Detecting and Ranging) – urządzenie służące do radiolokacji obiektów i zjawisk fizycznych.
Przeznaczone jest m.in. do wykrywania – za pomocą fal radiowych – obiektów powietrznych, nawodnych oraz lądowych takich jak: samoloty, śmigłowce, rakiety, statki (również chmury oraz obiekty terenowe), pozwalające na określenie kierunku, odległości, a także rozmiarów obiektu, a w radarach dopplerowskich także do pomiarów prędkości wykrywanego obiektu.
Radary mogą też służyć do penetracji gruntu (GPR). Tę samą technikę wykorzystuje się także do badania lodowców.

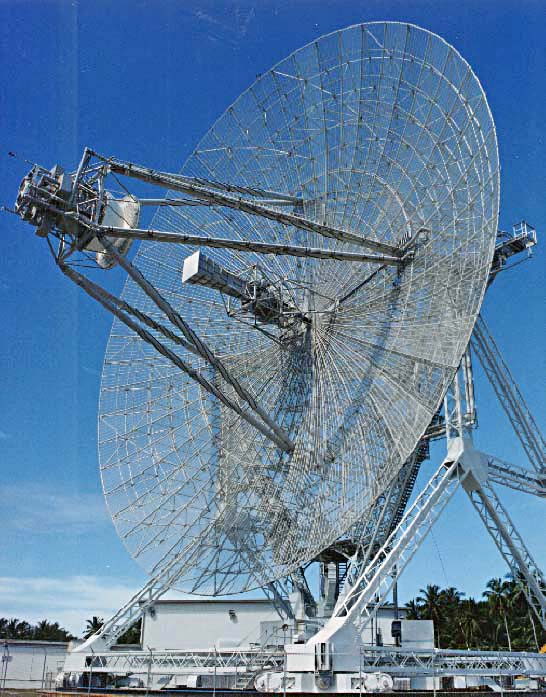
Radar dalekiego zasięgu – antena paraboliczna (o średnicy 40 m) może się obracać, umożliwiając obserwację aktywności w pobliżu horyzontu.

## Wstęp
Radar to słowo utworzone na początku lat czterdziestych XX w. z pierwszych liter anglojęzycznego terminu „radio detection and ranging” (wykrywanie oraz wyznaczanie odległości za pomocą fal radiowych, względnie: radiowe wykrywanie i namierzanie). Wcześniejszy termin brytyjski, RDF (radio direction finding), został zastąpiony jego amerykańskim odpowiednikiem, który przyjął się w wielu językach.
Do wykrywania obiektów wykorzystuje się zjawisko odbicia fal radiowych (najczęściej w tym celu wykorzystuje się pasmo mikrofal) od wykrywanych obiektów lub fal wysyłane przez te obiekty. W radarze aktywnym nadajnik radaru emituje wiązkę promieniowania skierowaną na badany obszar, sygnał odbija się od obiektu i odbierany jest w odbiorniku znajdującym się zazwyczaj w tym samym miejscu co nadajnik. Jako sygnał sondujący można stosować krótkie impulsy o dużej mocy (w radarze impulsowym) lub stosować falę ciągłą (w radarach policyjnych, radarach FMCW i radarach szumowych).
Radar pasywny sam nie emituje promieniowania elektromagnetycznego, a jedynie odbiera promieniowanie odbite od obiektów, pochodzące zwykle od innych radarów lub nadajników telekomunikacyjnych. Na podstawie opóźnienia czasowego i przesunięcia dopplerowskiego sygnału odbitego określa się położenie i prędkość wykrytych obiektów.
Czasem (niepoprawnie) do radarów zalicza się urządzenia rozpoznawcze (ESM), które odbierają sygnały nadawane z pokładu obserwowanych obiektów – zwykle sygnały wysyłane w celach komunikacyjnych przez samoloty lub sygnały z radarów pokładowych. Urządzenia takie są w stanie określić kierunek przyjścia sygnału, a w przypadku połączenia ich w sieć – określenie położenia i prędkości źródeł sygnału. Przykładem takich urządzeń, stosowanych w astronomii są radioteleskopy odbierające promieniowanie wysyłane przez obiekty kosmiczne.
Docierający do odbiornika sygnał jest zwykle bardzo słaby, dlatego też trzeba konstruować odpowiednio duże anteny i niskoszumne odbiorniki (często chłodzone ciekłym helem), aby umożliwić określenie kierunku przyjścia sygnału, jego natężenia i innych parametrów służących do identyfikacji obiektu.
Urządzenia radarowe mają obecnie wiele zastosowań, m.in. w meteorologii do wykrywania chmur burzowych, kontroli ruchu lotniczego, morskiego, prędkości poruszających się pojazdów przez policję oraz w wojsku. Wykorzystuje się je również do tworzenia obrazów o wysokiej rozróżnialności, stosując technikę syntezowania apertury (SAR – ang. synthetic aperture radar). Poprzednikiem tej technologii był pokładowy radar obserwacji bocznej SLAR.

## Historia
Po raz pierwszy fal radiowych do detekcji obiektów metalowych użył w 1904 r. Christian Hülsmeyer, który zademonstrował możliwość wykrycia statku w gęstej mgle, wpływającego do portu. Zasięg urządzenia okazał się równy około 4 km, czyli był mniejszy niż widoczność okrętu w pogodny dzień.
Do rozwoju prac nad radarem przyczyniły się tuż przed II wojną światową prace amerykańskich, francuskich, niemieckich, węgierskich oraz brytyjskich naukowców nad wytwarzaniem i odbiorem mikrofal.
Wojna przyspieszyła zdecydowanie prace nad projektem. Opracowano wiele innowacyjnych rozwiązań umożliwiających skuteczniejszą detekcję obiektów. Pierwszy system obrony radarowej powstał na zamówienie rządu Wielkiej Brytanii tuż przed II wojną światową. Sieć stacjonarnych stacji nazwanych Home Chain zaczęto budować w roku 1935, a być może nawet rok wcześniej; urządzenia co najmniej początkowo działały z wykorzystaniem stosunkowo długich fal długości kilkunastu metrów.

## Zasada działania

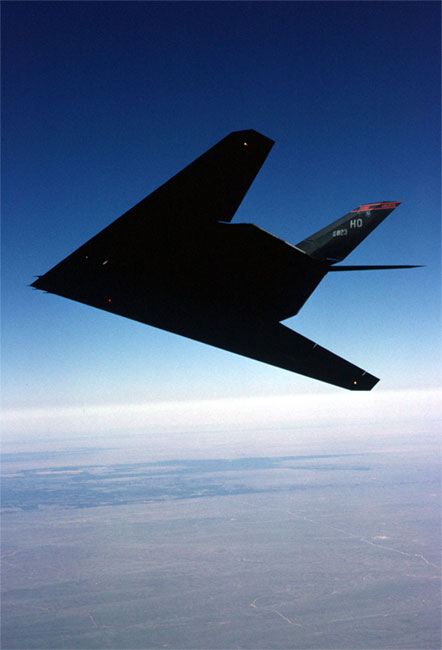
Amerykański samolot F-117 wykonany w technologii stealth

### Zjawisko odbicia
Fale elektromagnetyczne ulegają odbiciu oraz rozproszeniu w przypadku natknięcia się na zmianę własności dielektrycznych czy magnetycznych ośrodka, w którym się rozchodzą. Może to być ciało stałe w powietrzu, cieczy czy innym otaczającym je ośrodku, w którym rozchodzi się promieniowanie. Szczególnie silnie odbijają promieniowanie mikrofalowe przewodniki elektryczne, takie jak: metale czy włókna węglowe, czyniąc radar urządzeniem wyjątkowo dobrze nadającym się do wykrywania samolotów czy statków.
Materiały absorbujące promieniowanie mikrofalowe emitowane przez radar, zawierające składniki rezystywne, a czasami magnetyczne, są wykorzystywane przy budowie pojazdów wojskowych. Typowym tego przykładem jest amerykańska technologia stealth wykorzystana przy konstrukcji samolotów F-117 oraz B-2 i najnowszych F-22 oraz F-35. Obiekty wykonane w tej technologii nie są dla promieniowania elektromagnetycznego „przeźroczyste” a jedynie ich „dziwny” kształt oraz powłoka wykonana z absorbującego promieniowanie mikrofalowe materiału powodują, że odbite promieniowanie jest wyjątkowo słabe i nie wyróżnia się na tle szumów, co sprawia, że są one trudne do wykrycia.
Fale radiowe odbijają się w różny sposób w zależności od długości fali, kształtu oraz skutecznej powierzchni odbicia obiektu. Jeśli długość fali jest dużo mniejsza od wielkości obiektu, to ten przypadek można przyrównać z odbiciem wiązki światła padającej na zwierciadło. Natomiast jeśli długość fali jest znacznie większa od długości obiektu, wtedy w odbiciu decydują własności falowe promieniowania, z których wynika prawo rozpraszania Rayleigha. Współczynnik odbicia zależy silnie od wielkości obiektu oraz od polaryzacji. W przypadku porównywalnych długości fali elektromagnetycznej oraz oświetlanego obiektu może dojść do zjawiska rezonansu.
Pierwsze radary używały fal radiowych o dużej długości (metrowe i dłuższe) i w konsekwencji otrzymywano nieprecyzyjny sygnał odpowiedzi, podczas gdy we współczesnych urządzeniach używa się fal decymetrowych i krótszych, dzięki czemu można wykrywać oraz określać parametry obiektów o stosunkowo małej powierzchni.
Krótkie fale radiowe odbijają się od zakrzywionych powierzchni oraz kantów w podobny sposób jak błysk światła odbija się od zaokrąglonych szklanych elementów. Powierzchnie idealnie odbijające fale krótkie są nachylone względem siebie pod kątem 90°. Struktura posiadająca trzy płaskie powierzchnie wzajemnie prostopadłe od których kolejno odbijają się fale, odbija je w kierunku źródła promieniowania.
Wykorzystując tę właściwość, skonstruowano tzw. rożki odbijające, które często są używane jako reflektory radarowe umieszczane na obiektach, czyniąc je łatwiejszymi do wykrycia. Ma to istotne znaczenie szczególnie w żegludze, gdzie obiekty o małej skutecznej powierzchni odbicia (np. jachty) lub istotne dla nawigacji (np. mosty na kanałach), mogą być widoczne na ekranie wskaźników dużych statków, co ma na celu podniesienie poziomu bezpieczeństwa poprzez uniknięcie przypadkowych kolizji.
Z tego samego powodu unika się tego typu powierzchni oraz wszelkiego rodzaju wystających elementów podczas konstruowania obiektów typu stealth. To zabezpieczenie nie eliminuje całkowicie odbicia fal z powodu dyfrakcji, szczególnie kiedy używa się fal o większej długości.
Pręty czy paski o długości równej połowie długości fali wykonane z przewodzącego prąd materiału, takie jak paski metalowej folii rozrzucane przez samolot w celu uniknięcia namierzenia przez wiązkę radarową rakiety, bardzo dobrze odbijają padające na nie promieniowanie, rozpraszając je w kierunku różnym od tego, na jakim znajduje się źródło sygnału.
Wielkość powierzchni, jaką obiekt odbija padające na niego promieniowanie jest opisywana przez tzw. skuteczną powierzchnię odbicia.

### Równanie zasięgu radaru
Moc powracająca do anteny odbiorczej radaru {\displaystyle P_{o}} jest opisywana równaniem:
{\displaystyle P_{o}={\frac {P_{n}G_{n}A_{o}\sigma F^{4}}{{(4\pi )}^{2}R_{n}^{2}R_{o}^{2}L^{2}}}}
gdzie:
{\displaystyle P_{n}} – moc nadajnika
{\displaystyle G_{n}} – zysk anteny nadawczej
{\displaystyle A_{o}} – skuteczna apertura (powierzchnia) anteny odbiorczej
{\displaystyle \sigma } – skuteczna powierzchnia odbicia
{\displaystyle F} – współczynnik propagacji
{\displaystyle R_{n}} – odległość pomiędzy nadajnikiem a celem
{\displaystyle R_{o}} – odległość pomiędzy celem a odbiornikiem
{\displaystyle L} – współczynnik tłumienia na trasie sygnału nadajnik-cel-odbiornik.
W przypadku, kiedy nadajnik i odbiornik są umieszczone w tym samym miejscu, {\displaystyle R_{n}=R_{o}} i oznaczenie {\displaystyle R_{n}^{2}R_{o}^{2}} może być zastąpione przez {\displaystyle R^{4},} gdzie {\displaystyle R} oznacza zasięg.
W ten sposób otrzymujemy:
{\displaystyle P_{o}={\frac {P_{n}G_{n}A_{o}\sigma F^{4}}{{(4\pi )}^{2}R^{4}L^{2}}}}
Równanie to pokazuje, że moc odebrana jest odwrotnie proporcjonalna do zasięgu, który jest w mianowniku aż w czwartej potędze. Oznacza to na przykład, że przy dwukrotnym zwiększeniu odległości od celu, moc, jaka dostanie się na wejście odbiornika, będzie 16 razy mniejsza. W miarę wzrostu odległości do celu występuje znaczący spadek mocy fali, która wraca po odbiciu się od niego.
Stosowane jest dla powyższego równania pewne uproszczenie, a mianowicie przyjmujemy, że {\displaystyle F=1} w przypadku próżni bez występowania zjawiska interferencji. Współczynnik propagacji jest efektem występowania zjawiska cienia oraz strat zależnych od wielu czynników środowiskowych. W rzeczywistych warunkach powinien być uwzględniany efekt strat sygnału.
Inne rozwiązania matematyczne są stosowane w procesie obróbki sygnałowej, włączając w to analizę czasowo-częstotliwościową.

### Polaryzacja
Fala wysyłana przez nadajnik radaru może być spolaryzowana. W zależności od rodzaju obiektu, którego oczekuje się, używane są różne polaryzacje: pionowa, pozioma, eliptyczna, bądź kołowa, której używa się w celu minimalizacji zjawiska interferencji zachodzącej w czasie deszczu. Podczas odbicia sygnał zmienia stan polaryzacji w zależności od tego czy odbijające ciało jest gładką powierzchnią metalu czy dielektryka, także powierzchnia o chropowatości porównywalnej z długością fali zmienia polaryzację fali odbitej. Polaryzacja liniowa pozwala na detekcję powierzchni metalowych, ułatwia również wykrywanie deszczu. Wracająca fala o polaryzacji losowej wskazuje na chropowatą powierzchnię, jak skały czy ziemia i jest wykorzystywana przez radary nawigacyjne, pracujące tuż przy horyzoncie, do odróżnienia sygnału odbitego od samolotu i ziemi.

#### Szumy
Szumy są wewnętrznym źródłem przypadkowych wahań wartości sygnału użytecznego. Są generowane przez wszystkie podzespoły elektroniczne. Typowe szumy pojawiają się jako losowe zmiany nakładające się na sygnał odpowiedzi w odbiorniku radaru. Im mniejsza moc sygnału odbieranego tym trudniej jest go wyróżnić na tle szumów urządzenia. Aby radar mógł wykryć sygnał użyteczny, musi on być silniejszy (zwykle od kilku do kilkunastu dB) od sygnału szumu.
Na całkowity sygnał szumu w radarze składają się szumy własne odbiornika (moc szumów odbiornika jest iloczynem temperatury odbiornika, szerokości pasma odbiornika i współczynnika szumu) oraz szumy zewnętrzne pochodzące od wyładowań atmosferycznych, przypadkowych zakłóceń generowanych przez wiele urządzeń itp. Bardzo ważnym źródłem szumów jest naturalne promieniowanie cieplne tła otaczającego obserwowany przedmiot (w tym szumy kosmiczne), a poziom szumów zwiększa się gdy antena radaru „patrzy” na słońce (potężne źródło szumów).
Współczynnik szumu odbiornika jest mierzona poprzez porównanie wartości szumów generowanych przez odbiornik z idealnym źródłem szumów.

#### Zakłócenia pasywne
Zakłócenia znajdujące się w aktualnej częstotliwości radiowej pracującego radaru w sygnale powracającym od celu są zazwyczaj bezwartościowe. Sygnały echa od celów w większości przypadków występują wraz z echami od innych obiektów naturalnych takich jak: ziemia, morze, opady atmosferyczne (deszcz, śnieg, grad), burze piaskowe, zwierzęta (zwłaszcza ptaki), zaburzenia atmosferyczne oraz inne zjawiska atmosferyczne tj. odbicia jonosferyczne, deszcze meteorów. Zakłócenia mogą być również wynikiem odbicia się sygnału emitowanego przez radar od obiektów nienaturalnych takich jak budynki, czy celowo rozrzucone przez samolot paski folii.
Niektóre zakłócenia mogą być już wytwarzane w falowodzie pomiędzy nadajnikiem urządzenia a anteną nadawczą. W typowym radarze obserwacji dookrężnej z obracającą się wokół osi anteną, są one zobrazowane na wskaźniku jako impulsy rozchodzące się promieniście ze środka w kształcie przypominającym promienie słońca, w przypadku, kiedy przedostaną się one przez układy zabezpieczające w odbiorniku. Wprowadzając odpowiednią synchronizację podczas pracy nadajnika i odbiornika urządzenia, kiedy to oba układy nigdy nie pracują jednocześnie można ograniczyć wpływ zakłóceń generowanych przez nadajnik. W urządzeniach wykorzystywanych przez niektóre radary (np. NUR-31), ze względu na wspólną antenę nadawczo-odbiorczą oraz końcowy odcinek układu nadajnika, który jest jednocześnie początkowym odcinkiem układu odbiornika, stosuje się specjalny typ przełącznika nadawanie-odbiór wykonany z cyrkulatorów ferrytowych oraz specjalne lampy – zwieraki gazowane. Źródłem wielu zakłóceń są również obiekty znajdujące się w najbliższym sąsiedztwie pracującego radaru. Ze względu na duży poziom sygnału docierającego do odbiornika w celu ich eliminacji stosuje się układy typu ZRT (zasięgowej regulacji tłumienia) nazywanej też ZRW (zasięgowej regulacji wzmocnienia).
Osobnym rodzajem zakłóceń są zakłócenia pochodzące od obiektów terenowych. Aby je zredukować stosuje się układy typu TES (tłumienie ech stałych).
Wiele źródeł niepożądanych zakłóceń w określonych typach radarów, tak jak chmury burzowe w radarach obrony powietrznej, mogą stanowić ważne źródło informacji w innych radarach – te same chmury w radarach meteorologicznych. Zakłócenia są traktowane jako pasywne źródło interferencji, jeśli tylko pojawiają się w odpowiedzi sygnału emitowanego przez radar.
Istnieje wiele sposobów neutralizacji zakłóceń. Kilka ze sposobów bazuje na znanym fakcie, że sygnał zakłócenia zmienia swoje umiejscowienie podczas kolejnego skanowania w danym sektorze przestrzeni przez radar. W ten sposób poprzez porównanie dwóch kolejnych sygnałów wchodzących do odbiornika z tego samego kierunku, w łatwy sposób można oddzielić echa użyteczne pochodzące od celów od zakłóceń.
Zakłócenia od fal morskich można w łatwy sposób wyeliminować poprzez zastosowanie polaryzacji poziomej emitowanego sygnału, natomiast, jak już wcześniej było wspomniane, zakłócenia wywołane opadami eliminuje się za pomocą polaryzacji kołowej (z wyjątkiem radarów meteorologicznych, gdzie używa się polaryzacji liniowej w celu lepszej detekcji tychże opadów). Inne z metod próbują zwiększyć stosunek współczynnika sygnał-zakłócenie.
SPFA – standaryzacja prawdopodobieństwa fałszywego alarmu (CFAR – ang. Constant False-Alarm Rate). W radarach, urządzenie musi automatycznie bądź przy współudziale operatora określić pewien poziom mocy odbieranego sygnału, po przekroczeniu którego sygnał będzie zakwalifikowany jako echo pochodzące od interesującego nas obiektu (echo użyteczne). Wyznaczając jednak ten poziom zbyt nisko, może dojść do sytuacji, że niekiedy szumy przekraczając go, będą powodowały wzrost liczby tzw. fałszywych alarmów. Z kolei gdy poziom ten będzie wyznaczony zbyt wysoko – dojdzie do odwrotnej sytuacji – liczba fałszywych alarmów zmaleje, ale wiele ech użytecznych może zostać zignorowanych przez urządzenie, jako potencjalne zakłócenia o stosunkowo dużej mocy, tworząc nieprawdziwy obraz sytuacji powietrznej.
W wielu przypadkach sygnał zakłóceń docierający do odbiornika radiolokacyjnego pochodzący z dalszych odległości przewyższa swoją mocą poziom echa od celu użytecznego. Aby wyeliminować powyższe zjawisko zastosowano układ SPFA, mogący sterować poziomem detekcji. Poziom ten jest automatycznie podwyższany w przypadku występowania licznych zakłóceń w otoczeniu obserwowanego obiektu i analogicznie obniżany, kiedy ich brak. Ułatwia to wyodrębnienie ech użytecznych oraz zmniejsza liczby występujących fałszywych alarmów. We wcześniejszych radarach odpowiedzialne za to były to typowe układy elektroniczne. Obecnie coraz częściej można się spotkać z zastosowaniem odpowiedniego oprogramowania komputerowego.
Zakłócenie może również pochodzić od zwielokrotnienia rzeczywistego obiektu w przypadku odbicia echa od powierzchni ziemi, właściwości atmosfery, odbicia lub refrakcji w jonosferze. To specyficzne zakłócenie jest wyjątkowo uciążliwe, ponieważ pojawia się, posiadając cechy „typowego, normalnego” obiektu, tworząc tym samym nierealny cel, który wprowadza w błąd obserwatora. W przypadku występowania fałszywego samolotu powstającego w wyniku odbicia echa od powierzchni ziemi, na ekranie radaru widoczny jest obiekt występujący w pewnej odległości tuż za realnym celem. Układy odbiornika mogą spróbować połączyć oba obiekty, podając błędną odległość, bądź całkowicie go eliminując, traktując go jako błąd. Problem ten jednakże może być wyeliminowany poprzez zastosowanie mapy powierzchni otaczającego radar terenu oraz wykluczenie ech obiektów, których stwierdzona wysokość może nasuwać przypuszczenie, że mamy do czynienia ze zwielokrotnieniem echa (w przypadku zastosowania radaru trójwspółrzędnego lub zestawu odległościomierz – wysokościomierz).

#### Zakłócanie aktywne
Zakłócanie pracy radaru ukierunkowane jest na częstotliwość pracy urządzenia i pochodzi ze źródeł zewnętrznych, a powodem jego stosowania jest zazwyczaj zamaskowanie określonych celów. Zakłócanie może być celowe (stosowane jako walka radioelektroniczna) lub niecelowe, przypadkowe (w przypadku użycia nadajników radiowych pracujących na zbliżonej lub tej samej częstotliwości co pracujący radar). Jest ono uważane za aktywne źródło interferencji od momentu zainicjowania go przez zewnętrzne elementy niepowiązane z użytecznym sygnałem radiolokacyjnym.
Ze względu na krótszy dystans, jaki przebywa sygnał zakłócenia (sygnał użyteczny musi pokonać podwójną drogę – od nadajnika do źródła zakłóceń i z powrotem – w porównaniu z zakłóceniem emitowanym przez cel), moc emitowana przez nadajnik zakłóceń może być znacznie mniejsza by skutecznie zakłócić pracujący radar.
Zakłócenia mogą być odbierane przez antenę radaru w listku głównym oraz w listkach bocznych. W drugim przypadku może dojść do powstania fałszywej informacji dotyczącej liczby obserwowanych celów. Jedynym sposobem przeciwdziałania tej sytuacji jest stosowanie w urządzeniach anten o stosunkowo małych listkach bocznych oraz układów zabezpieczających przed powstaniem takiej sytuacji. Innym sposobem zapobiegającym przedostawaniu się zakłóceń przez listki boczne anteny jest zastosowanie anteny dookolnej, której zadaniem byłoby wykrycie i zignorowanie sygnałów, które nie weszły do listka głównego anteny.
Pomimo zastosowania elektronicznych układów minimalizujących to zjawisko decydującą rolę w wykryciu zwielokrotnienia ech powstałych poprzez zakłócenie listków bocznych anteny radaru ma przede wszystkim operator siedzący przed ekranem radaru i śledzący trasy poszczególnych obiektów.
Zakłócenia listka głównego anteny mogą być redukowane przez jego zwężenie, ale ich całkowita likwidacja jest niemożliwa, szczególnie w przypadku stosowania przez źródło zakłóceń sygnału o tej samej częstotliwości i polaryzacji co sygnał użyteczny.
Innymi sposobami eliminacji tego typu zakłóceń są: różnicowanie częstotliwości oraz stosowanie polaryzacji fali elektromagnetycznej.
W przypadku stosowania układów przeciwdziałających zakłóceniom zarówno czynnym, jak i biernym należy liczyć się z pogorszeniem warunków detekcji sygnału echa.
Przypadkowe zakłócanie oraz interferencja pomiędzy różnego typu urządzeniami stają się coraz częstszym problemem, jak choćby w paśmie C, gdzie radary meteorologiczne (5,66 GHz) bywają nierzadko zakłócane przez coraz bardziej powszechne urządzenia Wi-Fi (5,4 GHz).

## Przetwarzanie sygnału echa

### Pomiar odległości

#### Czas przejścia

Radar impulsowy, wykorzystujący do pomiaru odległości pomiędzy urządzeniem a celem pomiar czasu sygnału przebywającego drogę nadajnik – cel – odbiornik.

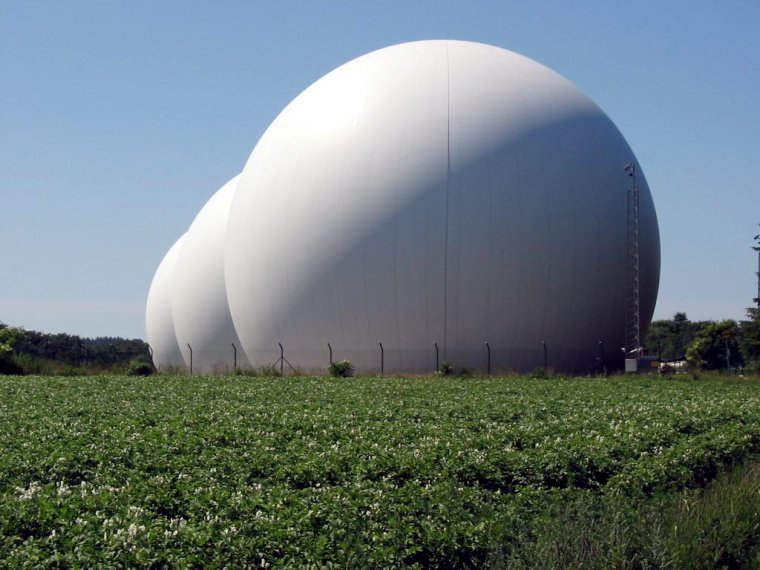
Radary na Nørrejyske Ø w północnej Danii – anteny znajdują się wewnątrz pompowanej osłony, która chroni je przed wpływem czynników zewnętrznych.

Opracowany przez Sidneya Darlingtona radar impulsowy umożliwia ocenę odległości między radarem a celem poprzez pomiar czasu przejścia sygnału z anteny do celu i z powrotem. Dzięki zastosowaniu w radarze bardzo stabilnych generatorów częstotliwości oraz układów mierzących czas pomiędzy momentem nadania sygnału oraz jego odbioru z dużą dokładnością można wskazać położenie obiektu, a także odróżnić od siebie obiekty znajdujące się w tym samym kierunku od anteny, ale w różnych odległościach.
Sposób pomiaru odległości do celu {\displaystyle R_{s}} wynika z zależności:
{\displaystyle R_{s}=vt_{s},}
gdzie:
{\displaystyle R_{s}} – droga pokonywana przez sygnał (impuls),
{\displaystyle v} – prędkość sygnału (dla fali elektromagnetycznej przyjmuje się {\displaystyle c\approx 3\cdot 10^{8}{\tfrac {\mathrm {m} }{\mathrm {s} }}}),
{\displaystyle t_{s}} – czas, jaki potrzebuje sygnał na pokonanie drogi pomiędzy nadajnikiem radaru, celem i odbiornikiem.
Odległość od radaru do celu {\displaystyle R_{c}} jest połową drogi, którą przebywa sygnał {\displaystyle R_{s}} oraz podstawiając w miejsce prędkości sygnału prędkość, z jaką rozchodzi się fala elektromagnetyczna, czyli inaczej mówiąc prędkość światła {\displaystyle c,} otrzymujemy wzór:
{\displaystyle R_{c}={\frac {ct_{s}}{2}},}
gdzie:
{\displaystyle R_{c}} – dystans dzielący radar od celu.
Dzięki zastosowaniu w radarze bardzo stabilnych generatorów częstotliwości oraz układów mierzących czas pomiędzy momentem nadania sygnału oraz jego odbioru z dużą dokładnością można wskazać położenie obiektu.
W wielu przypadkach nadajnik oraz odbiornik radaru posiadają wspólną antenę oraz układ przełącznika nadawanie – odbiór, który separuje obydwa układy, zapobiega przedostaniu się sygnału o dużej mocy z nadajnika do czułego układu odbiornika, a także odpowiednio ukierunkowuje w trakcie falowodowym drogę sygnału.
W takim przypadku urządzenie posiadające jedną antenę nadawczo-odbiorczą musi bazować na pewnych kompromisach konstrukcyjnych, które są wymuszone przez zjawiska fizyczne. By zapewnić widzialność obiektów znajdujących się w niewielkiej odległości należy skrócić czas trwania sygnału sondującego, tak by echo od pobliskiego obiektu nie dotarło do anteny jeszcze w czasie nadawania sygnału. Jednocześnie czas trwania impulsu przekłada się bezpośrednio na zasięg radaru, więc nie jest możliwe dowolne skrócenie czasu trwania impulsu, ponieważ w ten sposób traci się na jego podstawowej zalecie – czyli zasięgu. Odbite od celu echo nie powinno również wracać do urządzenia w momencie nadawania kolejnego impulsu. Konieczny jest więc taki dobór czasu powtarzania – czyli odstępu czasowego pomiędzy kolejnymi emitowanymi impulsami, aby do takiego zjawiska nie doszło.
W związku z tym, w zależności od przeznaczenia urządzenia, wyróżnia się radary o krótkim czasie trwania impulsu i krótkim czasie powtarzania – w przypadku radarów do pomiaru odległości celów w najbliższym otoczeniu (np. radary pola walki, radary portowe), bądź urządzenia z impulsami o długim czasie trwania i długim czasie powtarzania – w przypadku radarów o dużym zasięgu (np. radary wczesnego wykrywania).
Innym parametrem w przypadku radarów impulsowych jest częstotliwość powtarzania sygnału. Jest to odwrotność czasu powtarzania, opisująca liczbę impulsów emitowanych przez nadajnik radaru w ciągu sekundy. Jest to jeden z bardziej istotnych parametrów w urządzeniach z mechanicznie sterowaną anteną. Dzięki odpowiedniej częstotliwości powtarzania można zapewnić dość „gęste” pokrycie przestrzeni sygnałem sondującym, dzięki czemu maleje ryzyko, że któryś z celów nie zostanie opromieniony przez wiązkę radarową.
Najnowsze typy radarów potrafią wysyłać dwa rodzaje impulsów w jednym cyklu pracy. Jeden, krótki – dla badania obecności obiektów znajdujących się w bliskim zasięgu (ok. 10 km) oraz oddzielnie drugi, długi – do przeszukiwania dalszej przestrzeni (ok. 100 km).

#### Modulacja częstotliwości
W radarze impulsowym rozróżnialność w odległości radaru zależy od czasu trwania impulsu (1 ns → 0,15 m). Jednak bardzo trudno jest wygenerować tak krótkie impulsy o dostatecznie dużej energii (a od energii impulsu zależy zasięg wykrywania radaru). Inną metodą zwiększania rozdzielczości jest wprowadzanie wewnętrznej modulacji częstotliwości długich impulsów sondujących. W takim przypadku rozróżnialność odległościowa zależy nie od czasu trwania impulsu, ale od odwrotności szerokości pasma modulacji (1 GHz → 0,15 cm). Najczęściej do kompresji impulsów stosuje się liniową modulację częstotliwości, ale można również stosować modulację fazową (bifazową i polifazową).
Podobna technika stosowana jest w radarach z falą ciągłą (FMCW) – radar taki nadaje sygnał o piłokształtnej modulacji częstotliwościowej, zaś w odbiorniku radaru (zwykle homodynowym) następuje mieszanie sygnału nadawanego z odbieranymi echami. Częstotliwość dudnień zależy więc od odległości od obiektu (opóźnienia sygnału echa). W radarze takim stosuje się dość proste układy przetwarzania sygnałów, gdyż częstotliwość dudnień (zwykle w zakresie do 1 MHz) mierzy się dużo prościej niż nanosekundowe opóźnienia sygnałów.
Radary z falą ciągłą stosuje się jako radary pola walki, radary nawigacyjne (o małej mocy emitowanego sygnału), mierniki odległości, a obecnie coraz częściej jako radary policyjne, mierzące nie tylko prędkość, ale i odległość, tak by jednoznacznie określić sprawcę wykroczenia drogowego.
Złożone modulacje częstotliwości mają również zastosowania wojskowe i stosuje się je, aby ograniczyć „inteligentne” zakłócanie radarów przez przeciwnika, polegające na wysyłaniu sygnałów imitujących echa użyteczne.

### Pomiar prędkości
Posiadając dane o położeniu obiektu oraz przedział czasowy pomiędzy kolejnymi pomiarami, można obliczyć jego prędkość. W nowoczesnych radarach prędkość, jak i wiele innych parametrów (np. estymacja kolejnego położenia obiektu, automatyczne śledzenie obiektów pojedynczych oraz grupowych), obliczają komputery, co pozwala na łatwiejsze i przede wszystkim szybsze określenie parametrów poruszania się obiektu.
Metody pomiaru prędkości:
- Pomiar za pomocą metody zastosowanej w radarach impulsowych, gdzie urządzenie oblicza prędkość na podstawie dystansu pokonanego przez obiekt w czasie kolejnych dwóch pomiarów. W wersji komputerowej na podstawie kilku pomiarów.

Zobrazowanie graficzne efektu Dopplera.

- Metoda oparta na zjawisku Dopplera, polegającym na zmianie częstotliwości sygnału odbitego od poruszającego się obiektu. W tym przypadku ważne jest, by radar posiadał stabilny generator sygnału (nadajnik koherentny); nie jest potrzebny układ zapamiętujący kolejne położenia obiektu, ponieważ informację o prędkości uzyskuje się na podstawie ciągłego sygnału odbitego od celu. Częstotliwość sygnału odbitego od celu, który się zbliża do radaru – jest większa, a który oddala się – mniejsza od nadawanej. Zjawisko to powszechnie zostało wykorzystane w tzw. radarach z falą ciągłą. Metoda ta mierzy tylko składową prędkości w kierunku radar – obiekt. Częstotliwość Dopplera (różnica pomiędzy częstotliwością sygnałów wysyłanego i odbieranego) wyraża się wzorem

{\displaystyle f_{d}={\frac {2v_{r}}{\lambda }},}
gdzie:
{\displaystyle v_{r}} – prędkość radialna obiektu (w kierunku na radar),
{\displaystyle \lambda } – długość fali emitowanej przez radar.
- Metoda będąca połączeniem obu powyższych zastosowana w radarach koherentno-impulsowych.

### Pasma częstotliwości
Tradycyjne nazwy poszczególnych pasm częstotliwości radiowych pochodzą od nazw kodowych zakresów częstotliwości używanych podczas II wojny światowej i pozostają często wciąż w użyciu w wojsku oraz lotnictwie wielu państw. Zostały one zaadaptowane w Stanach Zjednoczonych przez IEEE oraz przez społeczność międzynarodową poprzez Międzynarodowy Związek Telekomunikacyjny. Większość państw stosuje dodatkowe regulacje mające na celu kontrolę nad podziałem i dostępnością poszczególnych pasm dla zastosowań cywilnych oraz wojskowych.
W Polsce urzędem nadzorującym gospodarkę poszczególnymi pasmami częstotliwości jest obecnie Urząd Komunikacji Elektronicznej.
Inni użytkownicy spektrum radiowego, tacy jak telewizja, radio czy przemysł radiowo-telekomunikacyjny zastępują tradycyjne wojskowe nazwy pasm radiowych, wprowadzając swoje własne systemy.
| Nazwa pasma | Zakres częstotliwości | Długość fali | Uwagi |
| ----------- | --------------------- | ------------ | --- |
| HF          | 3–30 MHz              | 10–100 m     | HF – ang. high frequency – wysoka częstotliwość; spotykane w polskiej nomenklaturze jako fale krótkie, zastosowanie: systemy radarów przybrzeżnych, radar pozahoryzontalny. |
| P           | < 300 MHz             | > 1 m        | P – ang. previous – wcześniejszy; częstotliwości stosowane w pierwszych systemach radarowych. |
| VHF         | 50–330 MHz            | 0,9–6 m      | VHF – ang. very high frequency – bardzo wysoka częstotliwość; w polskim nazewnictwie spotykane pod pojęciem fal ultrakrótkich, stosowane w radarach o bardzo dużym zasięgu. |
| UHF         | 300–1000 MHz          | 0,3–1 m      | UHF – ang. ultra high frequency – część pasma określanego jako zakres fal decymetrowych; bardzo duży zasięg (np. systemy wczesnego ostrzegania przed rakietami balistycznymi), przenikliwe dla gruntu oraz roślinności. |
| L           | 1–2 GHz               | 15–30 cm     | L – ang. long – długi; duży zasięg, pasmo wykorzystywane w cywilnych urządzeniach kontroli przestrzeni powietrznej oraz wojskowych radarach obserwacji, jak np. stacja radiolokacyjna polskiej produkcji – NUR-31. |
| S           | 2–4 GHz               | 7,5–15 cm    | S – ang. short – krótki; stosowane w terminalach kontroli ruchu powietrznego, radarach pogodowych, morskich, wysokościomierzach, jak np. polski radar NUR-41. |
| C           | 4–8 GHz               | 3,75–7,5 cm  | C – ang. compromise – kompromis pomiędzy pasmami S i X; pasmo wykorzystywane w transponderach satelitarnych, radarach pogodowych. |
| X           | 8–12 GHz              | 2,5–3,75 cm  | nazwa X – ponieważ pasmo to było tajne podczas drugiej wojny światowej; zastosowane w sterowaniu rakiet, radarach morskich, pogodowych, tworzenie map powierzchni terenu o średniej rozdzielczości, w Stanach Zjednoczonych wąski przedział pasma (10,525 GHz ±25 MHz) jest wykorzystywany przez radary pracujące w portach lotniczych. |
| Ku          | 12–18 GHz             | 1,67–2,5 cm  | Ku – ponieważ pasmo to znajduje się pod pasmem K, stąd u – ang. under – „pod”; tworzenie map powierzchni terenu o wysokiej rozdzielczości, satelitarny pomiar wysokości. |
| K           | 18–27 GHz             | 1,11–1,67 cm | K – niem. kurz – krótki; ograniczone możliwości zastosowania ze względu na duży poziom absorpcji przez znajdującą się w atmosferze parę wodną, więc zamiast pasma K do obserwacji znalazły zastosowanie pasma Ku oraz Ka. Pasmo K jest używane przez meteorologów w radarach wykrywających chmury, a także przez patrole policji do pomiaru prędkości pojazdów. Urządzenia te pracują najczęściej w paśmie 24,150 ± 0,100 GHz.                          |
| Ka          | 27–40 GHz             | 0,75–1,11 cm | Ka – ponieważ pasmo to znajduje się nad pasmem K, stąd a – ang. above – „ponad”; znajduje zastosowanie w kartografii, w radarach obserwacji o krótkim zasięgu – jak radary znajdujące się w portach lotniczych. Fotoradary wykorzystane do robienia zdjęć kierowców wykorzystują pasmo 34,300 ± 0,100 GHz. |
| mm          | 40–300 GHz            | 1–7,5 mm     | Fale milimetrowe – podzielone jak niżej. Litera określająca nazwę pasma pojawia się przypadkowo, a zakresy częstotliwości zależą od długości fali. Niejednokrotnie litery przypisane danym pasmom były nadawane przez różne grupy, stąd mogące funkcjonować w literaturze różnice dotyczące powyższego nazewnictwa i wartości poszczególnych zakresów częstotliwości. Poniższe nazewnictwo było nadane i używane przez nieistniejącą już firmę Baytron. |
| Q           | 40–60 GHz             | 5–7,5 mm     | Zastosowane w komunikacji wojskowej. |
| V           | 50–75 GHz             | 4–6,0 mm     | Bardzo silnie pochłaniane przez atmosferę. |
| E           | 60–90 GHz             | 3,33–6,0 mm  | |
| W           | 75–110 GHz            | 2,7–4,0 mm   | Używane w eksperymentalnych pojazdach wyposażonych w czujnik wizyjny, stosowane również w wysokiej rozdzielczości obserwacjach meteorologicznych. |

Urządzeniami o podobnej zasadzie działania do radaru są lidar i sonar.
Radar czynny występuje w dwóch odmianach: radar pierwotny i radar wtórny.
Często anteny radarów osłaniane są różnego rodzaju osłonami, chroniącymi głównie przed czynnikami atmosferycznymi (wiatr, deszcz) i uszkodzeniami, mechanicznymi, a w samolotach, nadającymi także aerodynamiczny kształt. Osłony te są jednak na tyle cienkie i zbudowane ze specjalnie dobranych materiałów tak, że są praktycznie przezroczyste dla promieni mikrofalowych, których używają radary.
Szczególną grupę radarów stanowią radary dopplerowskie. Radary te wykorzystują zmianę częstotliwości odbitego sygnału w stosunku do wysyłanego, gdy ciało od którego odbiło się promieniowanie porusza się względem radaru. Radary tego typu są stosowane między innymi w meteorologii i przez policję do mierzenia prędkości samochodów.